# Ауграбис-Фоллс (национальный парк)
Ауграбис-Фоллс — национальный парк, расположенный вокруг водопада Ауграбис в Северо-капской провинции, ЮАР. Парк занимает площадь 820 км2 и располагается вдоль реки Оранжевая. Парк был основан в 1966 году и его площадь составляет 28 000 га.
Высота водопада около 60 метров, глубина и длина ущелья под ним 240 м 18 км соответственно.

## История
Первоначально водопад назвали Анкоэребис, что означает «место большого шума». Трекбуры, которые позже поселились в этом районе, назвали водопад Ауграбис. Существует легенда, что в воронке водопада находится огромный запас алмазов.

## Флора и Фауна
В парке характерным растением является гигантское дерево алоэ, которое достигает до 5м в высоту. Также в этом парке можно встретить дерево пастуха, коренастое дерево, которое обычно растет в сухих, открытых лесах и кустарниковых зарослях. На 28 000 гектарах национального парка Ауграбис обитает множество видов животных: здесь можно встретить спрингбоков , гемсбоков и черных носорогов, находящихся под угрозой исчезновения, также в нем можно увидеть редких животных: капскую бескоготную выдру, а также чепрачного шакала, каракала и африканскую дикую кошку.